# Rede social móvel
A rede social móvel (MSN) é uma rede social em que os indivíduos com interesses semelhantes conversam e se conectam uns com os outros através dos seus telémoveis e/ou tablets. Assim como as redes sociais baseadas na web, as redes sociais móveis ocorrem em comunidades virtuais. 
Muitos sites de redes sociais baseados na web, como o Facebook e o Twitter, criaram aplicações móveis para oferecer aos utilizadores acesso instantâneo e em tempo real de qualquer lugar em que tenham acesso à Internet. Além disso, as redes sociais móveis, como Instagram, Foursquare e Strava, foram criadas para permitir que as comunidades sejam criadas com base na funcionalidade móvel. 
Cada vez mais, a linha entre o telemóvel e a web está a tornar-se turva à medida que as aplicações móveis usam as redes sociais existentes para criar grupos e promover a descoberta, e as redes sociais baseadas na web aproveitam os recursos e a acessibilidade dos dispositivos móveis. 
Como a web móvel evoluiu de tecnologias e redes móveis proprietárias para o acesso móvel total à Internet, a distinção mudou para os seguintes: 
1. Redes sociais baseadas na Web sendo estendidas para acesso móvel através de navegadores móveis e aplicações para smartphones ;
2. Redes sociais móveis com foco dedicado em uso móvel, como comunicação móvel, serviços baseados em localização e realidade aumentada .

Embora os sistemas de redes sociais baseados em dispositivos móveis e na Web geralmente trabalham de maneira simbiótica para distribuir conteúdo, aumentar a acessibilidade e conectar utilizadores, os consumidores estão cada vez mais a dedicar a sua atenção a aplicações em comparação com os navegadores da web.  